# Sjöbergs Centrum
Sjöbergs centrum är ett centrum i Sjöberg i Sollentuna kommun norr om Stockholm. Intill Sjöbergs Centrum finns en busshållplats och parkeringsplats.

## Historik
Sjöbergs Centrum byggdes på 1970-talet när bostadsområdet Kärrdal byggdes. Centrumet bestod av tobaksbutik, mataffär, frisör, restauranger med mera.
Centrumet revs 2020 efter att det fått nya ägare och öppnades på nytt 2021 med nya byggnader. I centrumet byggdes även studentlägenheter och ett lägenhetshotell.
I nuvarande centrum finns mataffär, restauranger, gym, kemtvätt och ett cafe.